# Robertas Javtokas
Robertas Javtokas (Šiauliai, 20 de março de 1980) é um ex-basquetebolista profissional lituano, atualmente joga sua função no Zalgiris Kaunas é Diretor Esportivo.

## Carreira
Javtokas integrou o elenco da Seleção Lituana de Basquetebol nas Olimpíadas de 2004, 2008 e 2016.